# Center za usposabljanje moštva RKBO (Vojska Srbije)
Center za usposabljanje moštva RKBO  je vojaško-šolska ustanova, ki deluje v okviru Poveljstva za usposabljanje Oboroženih sil Srbije.

## Sestava
- Poveljstvo
- Poveljniška četa
- Specialistična četa